# Daran Norris
Daran Norris, egentligen Daran Morrison Nordland, född 1 november 1964 i Ferndale, Washington, är en amerikansk skådespelare och röstskådespelare. Han har medverkat i eller dubbat över 400 filmer, TV-spel och TV-program. Norris har bland annat medverkat i American Dad!, Star Wars: Knights of the Old Republic II: The Sith Lords, Ninja Gaiden II: The Dark Sword of Chaos och Cowboy Bebop: The Movie. 

## Filmografi (urval)
- 1998 – King's Quest: Mask of Eternity
- 2000 – Ground Control
- 2001–2017 – Fairly Odd Parents (TV-serie)
- 2003 – Star Wars: Knights of the Old Republic
- 2003 – True Crime: Streets of LA
- 2004 – Team America
- 2004 – EverQuest II
- 2004 – Vampire: The Masquerade – Bloodlines
- 2004 – Star Wars: Knights of the Old Republic II: The Sith Lords
- 2005–2006 – Juniper Lee (TV-serie)
- 2005 – Duck Dodgers (TV-serie)
- 2005 – Ratchet: Gladiator
- 2008–2009 – The Spectacular Spider-Man (TV-serie)
- 2008 – Bolt
- 2010–2015 – T.U.F.F. Puppy (TV-serie)
- 2011–2013 – Transformers Prime (TV-serie)
- 2011 – Star Wars: The Old Republic
- 2013 – I Know That Voice